# Arnaud de Cervole
Arnaud de Cervole (* 1300; † 1366), genannt „der Erzpriester“, war einer der berüchtigtsten französischen Briganten während des Hundertjährigen Krieges.

## Leben
Cervole wurde um das Jahr 1300 in der Nähe von Périgord als Sohn von Sohn von Foulques II. de Cervole und Petronille de Chasteigner, Dame von Servole, geboren. Seine Bezeichnung als „Erzpriester“ erhielt er wegen eines kirchlichen Lehens, das er in Verlines besaß.
Während des Hundertjährigen Krieges zwischen Frankreich und England kämpfte Cervole 1356 in der Schlacht bei Poitiers mit, in der die Engländer einen der bedeutendsten Siege des Krieges errangen. Cervole wurde wie König Johann II. gefangen genommen und kam durch ein Lösegeld frei.
In der Anarchie nach Poitiers, in der die staatliche Gewalt machtlos war, ergriffen viele Adelige die Chance, durchs Land zu ziehen, um zu rauben und zu plündern. Cervole war einer der berühmtesten dieser „Briganten“. 1357 wurde er zusammen mit einem Adeligen der Provence, Raimond des Baux, Hauptmann der Kompanie „Societá dell Acquisito“, der sich bald 2000 Männer anschlossen. Seine Truppe wurde so stark, dass Cervole und seine Truppen es wagten, im Jahr 1358 Avignon, den Sitz des Papstes Innozenz VI., zu belagern. Innozenz hatte solche Angst vor Cervole, dass dieser in den Papstpalast geladen wurde und „mit einem Zuvorkommen begrüßt“ wurde, „als ob er der Sohn des Königs von Frankreich wäre“. Schließlich zahlten der Papst und seine Kardinäle Cervole eine Summe von 40000 Écus. Nach der Übergabe des Geldes verließ Cervole seine Truppen mit dem Geld und machte so die wütenden Ritter noch gefährlicher.
Als König Johann II. 1362 nach seiner Haft in England wieder nach Frankreich zurückgekommen war, beschloss er in seinem Land Ordnung zu schaffen und die Briganten zu vernichten. Um dies zu schaffen, heuerte er den berüchtigtsten Briganten, Arnaud de Cervole an und stattete ihn mit einer Armee von zweihundert Rittern und vierhundert Bogenschützen aus. Allerdings wurde ihm der unfähige Graf von Tancarville zu Seite gestellt, der gegen den Rat Cervoles entschied und so bald mit seinen Rittern gefangen genommen wurde. Nach diesem kurzen Zwischenspiel im Dienst des Königs begann Cervole erneut mit Raubzügen. 1364 besetzte er Burgund und forderte eine Summe von 2500 Goldfranken. Der junge Herzog Philipp behandelte den Briganten mit hohem Respekt, nannte ihn Berater und Freund und gab ihm eine Burg und mehrere Adelige als Sicherheit, bis er das Geld aufbringen konnte.
Danach plünderte er wieder im Süden, in der Champagne und in Lothringen, wo er 1366 von den eigenen Soldaten ermordet wurde.

## Ehen und Nachkommen
In erster Ehe war er mit Jeanne de Grancey verheiratet. Im April 1362 heiratete er in zweiter Ehe die bereits drei Mal verwitwete Jeanne de Châteauvillain, Dame de Châteauvillain 1375/89, † 1399, Tochter von Jean III. de Châteauvillain (Maison de Broyes) und Marguerite de Noyers; aus dieser Ehe hatte er zwei Kinder:
- Philippe de Cervole, Bailli de Vitry, Kammerherr von König Karl VI.
- Marguerite de Cervole, ⚭ Jacques de Jaucourt-Dinteville, dit Le Jeune